# Klejczyna
Klejczyna – polana w Masywie Trzech Koron w Pieninach. Położona jest na dość stromym północnym stoku, przy niebieskim szlaku z Przełęczy Szopka na Trzy Korony. Przy szlaku tym znajdują się kolejno 4 polany: Szopka, Wyrobek (po lewej stronie), Klejczyna (po lewej stronie) i polana Pieniny (szlak prowadzi jej środkiem). Obok Klejczyny szlak turystyczny prowadzi stromym chodnikiem z drewnianymi barierkami.
Klejczyna położona jest na wysokości około 800–850 m i jest jedną z najwyżej położonych polan pienińskich. Porastają ją bujne pienińskie łąki ziołoroślowe. W czasie, gdy była użytkowana rolniczo była głównie wypasana. Koszoną ją rzadko, gdyż rosnące na niej rośliny są twarde, łykowate, o kłujących liściach i łodygach, więc siano z nich było nieprzydatne. Ponadto rośnie tu wiele roślin trujących: ciemiężyca zielona, tojad dzióbaty, lilia złotogłów. Wczesną wiosną licznie zakwitają tu przebiśniegi i zawilce, latem starzec górski, ostrożeń głowacz. Gatunkami wskaźnikowymi są okrzyn szerokolistny, złocień podbaldachowy i ciemiężyca zielona.
Klejczyna znajduje się na obszarze Pienińskiego Parku Narodowego w granicach wsi Sromowce Niżne w województwie małopolskim, w powiecie nowotarskim, w gminie Czorsztyn.

## Szlaki turystyki pieszej
główny szlak pieniński, odcinek z przełęczy Szopka na Trzy Korony. Czas przejścia 40 min, ↓30 min.

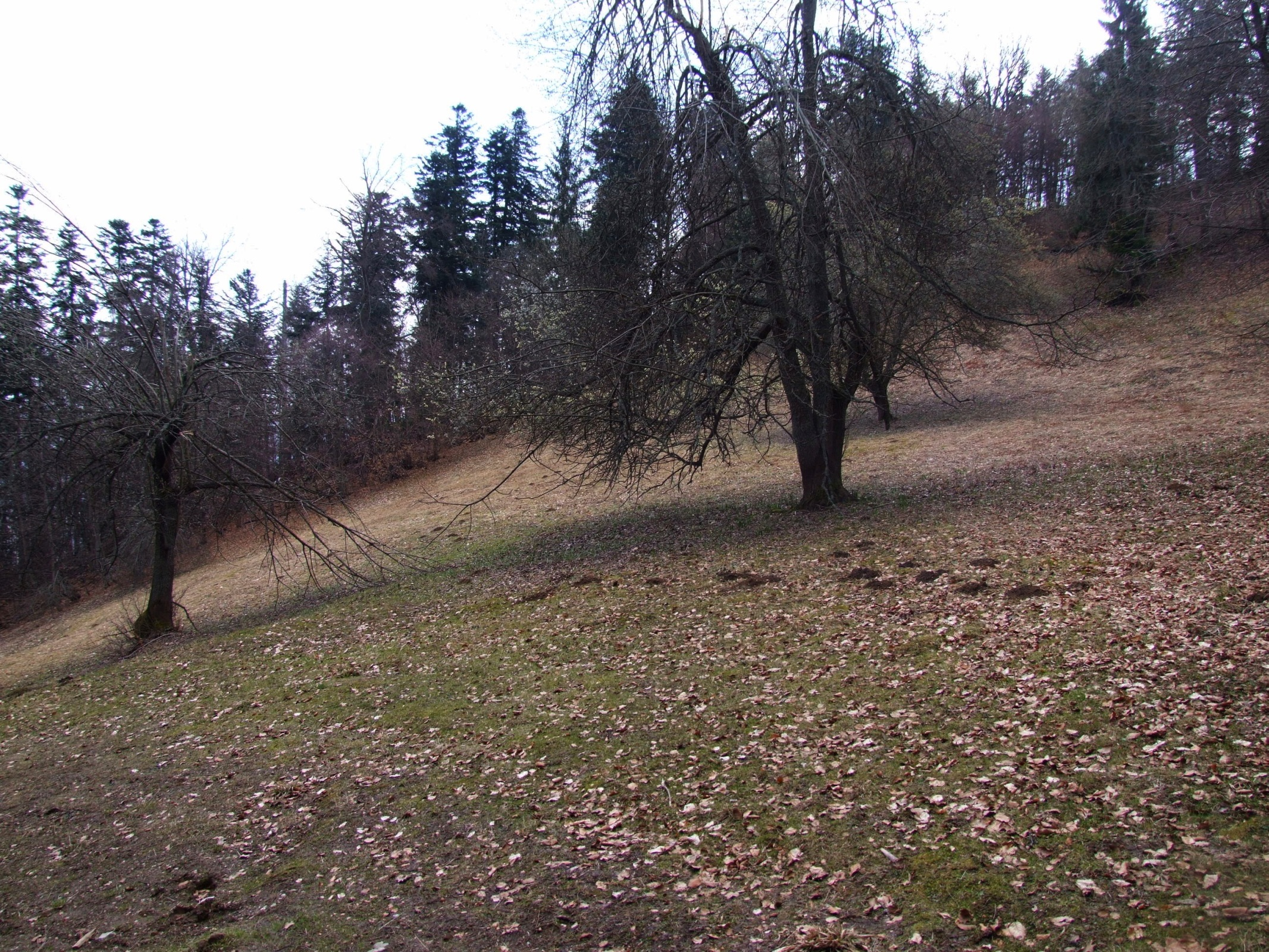